# 半沢正光
半沢 正光（はんざわ まさみつ、1956年 - ）は日本インフルエンサーズ機構代表理事。

## 経歴
慶應義塾大学経済学部卒業、金時計表彰を受ける。
- 1979年　株式会社三井銀行（現三井住友銀行）入行　本店営業部配属
- 1989年　大蔵省（現財務省）外郭団体・国際金融情報センターにてシニアエコノミストおよび、シニアアナリスト[1]
- 1991年　三井銀行調査部にてニューヨーク駐在シニアエコノミスト[1]
- 2004年　財団法人に出向・転籍[1]
- 2014年　一般社団法人　日本インフルエンサーズ機構設立[1]
- 2016年　代表理事就任
- 2016年　株式会社カムリを設立、コンサルティング、執筆、講演、講師活動などを行っている。

## 著書
- 高野 聖の1000いいねでいいね 夢を実現!! ISBN 978-4777115822
- アッという間に有名人! 誰でも夢がかなう魔法のことば ISBN 978-4827209525